# Carbonylcyanure m-chlorophénylhydrazone
Pour les articles homonymes, voir CCCP.
Le carbonylcyanure m-chlorophénylhydrazone (CCCP) est un découpleur de la phosphorylation oxydative. Il s'agit d'une hydrazone liée à deux nitriles et à un noyau chlorobenzène agissant comme protonophore dans les systèmes biologiques, cette dernière propriété étant à l'origine de sa létalité : en dissipant le gradient électrochimique induit par le gradient de concentration de protons généré par la chaîne respiratoire, il a généralement pour effet de détruire progressivement les cellules des êtres vivants, jusqu'à tuer l'organisme entier,, ce qui résulte d'une perte d'efficacité de l'ATP synthase.